# Annona hypoglauca
Annona hypoglauca, também conhecida como cherimoya selvagem (não confundir com Annona hayesii), ocorre ao longo das planícies de inundação da Amazônia entre a Colômbia e a Bolívia. A. hypoglauca é um membro da família Annonaceae, juntamente com outras plantas frutíferas, como mamões, graviolas e cherimoias. A. hypoglauca é atualmente cultivada raramente fora de sua área de distribuição nativa e é classificada como rara.
As taxas de germinação de A. hypoglauca são ruins, com apenas 5% de germinação depois de mais de 49 dias. As sementes são pequenas e leves em comparação com outras espécies de Annona. Ocorre em florestas tropicais de várzea da Amazônia. E os peixes realizam a dispersão de sementes, pois cresce em planícies de inundação sazonais e os tegumentos de suas sementes passam diretamente pelos sistemas digestivos. Como outras Annona spp., as membranas internas das sementes de A. hypoglauca são tóxicas.

As árvores são relativamente pequenas, com copas de 4 a 6 m de diâmetro. Eles têm uma polpa cremosa com consistência de pudim e um sabor que lembra o taro levemente salgado. A polpa é mínima e fermenta rapidamente, então a viabilidade em mercados comerciais é pequena. De qualquer forma, embora o A. hypoglauca possa não chegar às lojas, ele tem melhores perspectivas na indústria médica.